# ČT2
ČT2 (auch dvojka, „die Zwei“) ist das zweite Programm der tschechischen öffentlich-rechtlichen Fernsehanstalt Česká televize (ČT).

## Programm
Der Sender zeigt ein 24-stündiges Vollprogramm. Im Gegensatz zum Unterhaltungsprogramm auf ČT1 ist er auf Kultur und Bildung ausgerichtet. Der Sender strahlt Dokumentationen zu Natur-, Wissenschafts- und Geschichtsthemen aus. ČT2 zeigt gelegentlich auch Filme in Originalsprache mit tschechischen Untertiteln. Gewisse internationale Sportereignisse werden ebenfalls hier ausgestrahlt.

## Geschichte

Ehemaliges Logo (2007 bis 2012)

Der Sender ČST2 nahm am 10. Mai 1970 mit der Einführung eines zweiten Kanals im Tschechoslowakischen Fernsehen den Betrieb auf. Dieser Kanal sendete im tschechischen und slowakischen Landesteil unterschiedliches Programm. Mit der Föderalisierung der Tschechoslowakei wurde der spezifisch tschechische Kanal in ČTV umbenannt. Nach der Teilung des Staates und der Gründung Tschechiens im Jahr 1993 erhielt der Kanal am 9. Juni 1993 seinen heutigen Namen.